# Ambassade de Mauritanie en France
L'ambassade de Mauritanie en France est la représentation diplomatique de la république islamique de Mauritanie auprès de la République française. Elle est située 5 rue de Montevideo, dans le 16e arrondissement de Paris, la capitale du pays. Son ambassadeur est, depuis 2023, Mohamed Yahya Teiss.

## Ambassadeurs
Les ambassadeurs de Mauritanie en France ont été successivement :
| Date de nomination | Date de nomination | Date de remise des lettres de créance | Date de remise des lettres de créance | Ambassadeur                              |
| ------------------ | ------------------ | ------------------------------------- | ------------------------------------- | ---------------------------------------- |
| ?                  |                    | 1961                                  |                                       | Mamoudou Touré                           |
| ?                  |                    | 29 avril 1964                         | [ JORF 1 ]                            | Abdellahi Ould Daddah                    |
| ?                  |                    | 25 juillet 1966                       | [ JORF 2 ]                            | Yahya Ould Menkous                       |
| ?                  |                    | 8 juillet 1967                        | [ JORF 3 ]                            | Ahmed Ould Jiddou                        |
| ?                  |                    | 19 juin 1970                          | [ JORF 4 ]                            | Ahmed Ould Menneya                       |
| ?                  |                    | 24 mars 1972                          | [ JORF 5 ]                            | Sidi Mohamed Ould Abderrahmane           |
| ?                  |                    | 11 janvier 1974                       | [ JORF 6 ]                            | Bakar Ould Sidi Haïba                    |
| ?                  |                    | 12 juin 1975                          | [ JORF 7 ]                            | Dey Ould Brahim                          |
| ?                  |                    | 10 juin 1976                          | [ JORF 8 ]                            | Ahmed Ould Ghanahallah (*)               |
| ?                  |                    | 6 septembre 1979                      | [ JORF 9 ]                            | Seck Hame N'Diack                        |
| ?                  |                    | 25 septembre 1980                     | [ JORF 10 ]                           | Abdel Khader Kamara                      |
| ?                  |                    | 8 mars 1983                           | [ JORF 11 ]                           | Ely Ould Allaf                           |
| ?                  |                    | 10 avril 1986                         | [ JORF 12 ]                           | Hamoud Ould Ely                          |
| ?                  |                    | 27 novembre 1987                      | [ JORF 13 ]                           | Mohamed El Hanchi Ould Mohamed Saleh     |
| ?                  |                    | 18 décembre 1995                      | [ JORF 14 ]                           | Dah Ould Abdi (en)                       |
| ?                  |                    | 26 octobre 2000                       | [ JORF 15 ]                           | Mohameden Ould M'Beirick                 |
| ?                  |                    | 4 mai 2001                            | [ JORF 16 ]                           | Sidney Sokhona                           |
| ?                  |                    | 26 juin 2003                          | [ JORF 17 ]                           | Sid'El Moctar Ould Nagi                  |
| ?                  |                    | 2 juillet 2004                        | [ JORF 18 ]                           | Sidi Mohamed Ould Boubakar               |
| ?                  |                    | 10 février 2006                       | [ JORF 19 ]                           | Baba Ould Sidi                           |
| ?                  |                    | 19 février 2008                       | [ JORF 20 ]                           | Matt Mint Mohamed El Mokhtar Ould Ewnene |
| ?                  |                    | 22 décembre 2011                      | [ JORF 21 ]                           | Cheyakh Ould Ely                         |
| ?                  |                    | 22 février 2013                       | [ JORF 22 ]                           | Mohamed Mahmoud Ould Brahim Khlil        |
| ?                  |                    | 31 octobre 2014                       | [ JORF 23 ]                           | Abdoulaye Idrissa Wagne                  |
| ?                  |                    | 26 juillet 2016                       | [ JORF 24 ]                           | Aichetou Mint M'Haiham                   |
| ?                  |                    | 10 décembre 2019                      | [ JORF 25 ]                           | Ahmed Ould Bahya                         |
| ?                  |                    | 29 février 2024                       | [ JORF 26 ]                           | Mohamed Yahya Teiss                      |

Ahmed Ould Ghanahallah (*) est victime d'une tentative d'assassinat avenue de Malakoff par les Brigades internationales Mustapha El Wali Sayed, envoyées par le Front Polisario. 

## Consulats
La section consulaire de l'ambassade de Mauritanie est située au 89 rue du Cherche-Midi, dans le 6e arrondissement de Paris. La Mauritanie possède également des consulats honoraires à Marseille (avenue du Prado), Nice et Rouen (Bois-Guillaume). 